# Svedstarr
Svedstarr (Carex atrofusca) är en flerårig gräslik växt inom släktet starrar och familjen halvgräs. Svedstarr är en glestuvad växt med smala, upptill böjda strån. Den har gulbruna basala slidor och blad som är tre till fyra mm breda, platta, mjuka och når upp till strånas halva längd. Den har ett hanax och två till fyra ovala honax som hänger på tunna skaft, det nedre med en till tre cm långa stödblad. De violettsvarta axfjällen är cirka tre mm och ofta med tydlig mittnerv. Fruktgömmena är 3,5 till 5 mm långa, är upprätta och plattade. De är violettsvarta utan nerver och har kort kluven och slät näbb. Svedstarr blir från 10 till 40 cm hög och blommar i juli.

## Utbredning
Svedstarr är ganska vanlig i Norden och påträffas vanligtvis på näringsrik, gärna kalkhaltig torv- eller sandmark i fjällen, som exempelvis rikmyrar, ängar, översilade kärr, stränder, hedar, klipphyllor och rasbranter. Dess utbredning i Norden sträcker sig till fjällen i Norge och Sverige, även om de ofta återfinns längs den norska nordvästkusten.